# Episodi de L'ispettore Barnaby (tredicesima stagione)
La tredicesima stagione del telefilm L'ispettore Barnaby è andata in onda nel Regno Unito dal 10 febbraio 2010 al 2 febbraio 2011 sul network ITV.
| nº | Titolo originale            | Titolo italiano       | Prima TV UK       | Prima TV Italia   |
| -- | --------------------------- | --------------------- | ----------------- | ----------------- |
| 1  | The Made-To-Measure Murders | Omicidi su misura     | 12 maggio 2010    | 9 ottobre 2010    |
| 2  | The Sword Of Guillaume      | I nemici di Brighton  | 10 febbraio 2010  | 27 novembre 2010  |
| 3  | Blood On The Saddle         | Selvaggio West        | 8 settembre 2010  | 4 dicembre 2010   |
| 4  | The Silent Land             | L'antico cimitero     | 22 settembre 2010 | 11 dicembre 2010  |
| 5  | Master Class                | Master class          | 6 ottobre 2010    | 18 dicembre 2010  |
| 6  | The Noble Art               | La nobile arte        | 13 ottobre 2010   | 1º gennaio 2011   |
| 7  | Not In My Back Yard         | Non nel mio giardino  | 12 gennaio 2011   | 24 settembre 2011 |
| 8  | Fit For Murder              | Un weekend rilassante | 2 febbraio 2011   | 1º ottobre 2011   |